# Mégalithe de Gâtine
Le mégalithe de Gâtine est un mégalithe, dont le type est incertain, situé à L'Île-d'Yeu, dans le département français de la Vendée.

## Description
En 1907, Marcel Baudouin fouille le site. Il y découvre une grande dalle, dite dalle no 1, reposant à chaque extrémité sur deux autres dalles de pierre, dites dalles no 2 et no 3. Au nord de ce premier ensemble, Baudouin identifie deux autres dalles, numérotées no 4 et no 5 qu'il considère, sans preuve, comme celles qui devaient encadrer le fond de la chambre d'un dolmen, dont la dalle no 1 aurait été la table de couverture, et les dalles no 2 et no 3 les deux orthostates de soutien. Enfin, il mentionne sur le plan qu'il dresse, au sud de ces cinq dalles, une dalle no 6 sans lui attribuer d'emplacement particulier. Il restaura l'ensemble des dalles comme tel, mais le dolmen reconstitué s'effondra sur lui-même.
| Dalle                                                               | Longueur | Largeur | Épaisseur |
| ------------------------------------------------------------------- | -------- | ------- | --------- |
| no 1                                                                | 3,50 m   | 1,65 m  | 0,45 m    |
| no 2                                                                | 1,50 m   | 1,10 m  | 0,35 m    |
| no 3                                                                | 1,20 m   | 2,20 m  | 0,40 m    |
| no 4                                                                | 2 m      | 1,80 m  | 0,40 m    |
| no 5                                                                | 2,10 m   | 1,60 m  | 0,30 m    |
| Source : Aux origines d'une île...Dolmens et menhirs de l'Île d'Yeu |          |         |           |

A proximité, un petit tumulus de 1,50 m de hauteur était encore visible en 1908. Il comportait un cratère au centre entouré par quatre petites pierres en cercle.
La dalle no 1 comporte 19 cupules dont 4 de forme très allongée.
En 1984, le propriétaire du terrain découvre lors de son aménagement, à environ 10 m du site et 0,20 m de profondeur, un bloc monolithique (1,39 m de longueur, 0,57 m au plus large et 0,27 m d'épaisseur) en gneiss dans laquelle Gérard Benéteau croit reconnaître une stèle anthropomorphe. Elle comporterait, selon lui, plusieurs traces de façonnage : épannelage rudimentaire et traces d'enlèvement sur l'extrémité assimilée au « pied » de la stèle, bouchardage de « la face » et de « l'épaulement ». Cette interprétation est contestée.
Toutes les dalles sont en orthogneiss.
A ce jour, la nature même de l'ensemble demeure donc incertaine, mais l'hypothèse d'un dolmen est peu vraisemblable.